# Кейденський сільський округ
Ке́йденський сільський округ (каз. Кейден ауылдық округі, рос. Кейденский сельский округ) — адміністративна одиниця у складі Жанакорганського району Кизилординської області Казахстану. Адміністративний центр — село Кейден.
Населення — 1470 осіб (2021; 1387 у 2009, 1301 у 1999, 932 у 1989).
Станом на 1989 рік існувала Бірлестіцька сільська рада (село Бірлестік), селище Аккум перебувало у складі Акуюцької сільради. 2018 року було ліквідовано село Кауик.

## Склад
До складу округу входять такі населені пункти:
| Населений пункт | Колишні назви | Населення, осіб (1989) | Населення, осіб (1999) | Населення, осіб (2009) | Населення, осіб (2021) |
| --------------- | ------------- | ---------------------- | ---------------------- | ---------------------- | ---------------------- |
| Аккум, село     | -             | 329                    | 360                    | 463                    | 514                    |
| Кауик, село     | -             | -                      | 75                     | 64                     | -                      |
| Кейден, село    | Бірлестік     | 603                    | 866                    | 860                    | 956                    |